# 笹川橋 (富山県)
笹川橋（ささがわばし）は、富山県下新川郡朝日町の笹川に架かる北陸自動車道、富山県道60号入善朝日線および、朝日町道の橋梁である。北陸自動車道の橋梁は泊トンネルと城山トンネルを挟む形で、設置されている。

## 北陸自動車道
出典→
- 左岸 - 富山県下新川郡朝日町笹川
- 右岸 - 富山県下新川郡朝日町笹川、元屋敷
- 路線名 - 北陸自動車道
- 橋長 - 60.50 m
- 工事期間 - 1984年12月19日 - 1986年8月10日

## 朝日町道
かつては旧国道の橋で、1956年（昭和31年）の水害で橋脚1つと橋の取り付け部分の堤防10mが決壊しており、1958年（昭和33年）3月に永久橋として復旧修理されている。現在の橋は1967年（昭和42年）3月に旧橋に隣接して竣工したコンクリート造・金属製欄干の橋梁である。